# جاكوب براون (لاعب كرة قدم)
جاكوب براون (بالإنجليزية: Jacob Brown)‏ (10 أبريل 1998 بهاليفاكس في المملكة المتحدة - ) هو لاعب كرة قدم بريطاني في مركز الهجوم. لعب مع نادي بارنسلي.

## وصلات خارجية
- جاكوب براون على موقع الاتحاد الأوربي (الإنجليزية)
- جاكوب براون على موقع الاتحاد الإسكتلندي (الإنجليزية)
- جاكوب براون على موقع قاعدة بيانات كرة القدم.إي يو (الإنجليزية)
- جاكوب براون على موقع ناشيونال فوتبول تيمز (الإنجليزية)
- جاكوب براون على موقع Soccerbase.com (لاعب) (الإنجليزية)
- جاكوب براون على موقع Soccerway.com (الإنجليزية)
- جاكوب براون على موقع عالم كرة القدم.نت (الإنجليزية)